# Prosopocera princeps
Prosopocera princeps es una especie de escarabajo longicornio del género Prosopocera, categorizada en la tribu Prosopocerini, de la subfamilia Lamiinae. Fue descrita por Hope en 1843.

## Descripción
Mide 28-34 mm de longitud.

## Distribución
Se distribuye por Costa de Marfil, Gabón, Guinea, Senegal y Sierra Leona.